# Patients Know Best
Patients Know Best — онлайн-платформа, позволяющая пациентам получать доступ к их медицинской информации, организация социального предпринимательства.

## История
Компания была основана в 2008 году выпускником Кембриджа, врачом Мохамедом Аль-Убайдли. На идею Аль-Убайдли натолкнул рассказ американского доктора Джима Джирджиса — один из пациентов обнаружил у себя симптомы, незамеченные при медосмотре, которые в дальнейшем могли спровоцировать рак. Он хотел получить доступ к медицинским записям о нём, но не сумел. Аль-Убайдли также рассказывал собственную историю — он с рождения имеет генетическое расстройство и при назначении лечения многие доктора принимают решения после консультации с самим Мохамедом, так как связаться с множеством другим врачей, ранее занимавшихся его случаем, они не могут.
Patients Know Best организована по типу социальной сети, но с повышенным уровнем безопасности. Пациент может получить доступ к своей медицинской карте с помощью компьютера или смартфона, а также может разрешить доступ к его информации для людей, которые будут заниматься его лечением. Patients Know Best тесно сотрудничает с NHS. Сервис подключён в 40 клиниках Великобритании и двух австралийских клиниках. Планируется разработка схожего проекта в США. В 2014 году компания была признана лидером британского рынка обработки персональных медицинских данных.